# Ariel Petsonk
Ariel Petsonk, född 28 augusti 1990, är en svensk tidigare barnskådespelare.

## Filmografi
- 2002 – Bäst i Sverige!
- 2004 – Eko (kortfilm)